# Jürgen C. Aschoff
Pour les articles homonymes, voir Aschoff.
Jürgen C. Aschoff, né en 1938, est un neurologue et un écrivain allemand spécialisé dans la médecine tibétaine.

## Biographie
Jürgen C. Aschoff a étudié la médecine à Fribourg et à Vienne. En 1971, il est médecin-chef du département de neurologie à l'Université d'Ulm et obtient en 1974 son habilitation de neurologie et neurophysiologie clinique. Il a ensuite travaillé de 1981 à 2003 en tant que chef de la clinique de neurologie et directeur adjoint du département de neurologie à l'Université d'Ulm. En outre, entre 1991 et 1999, il a occupé le Bureau du Vice-Recteur de l'Université d'Ulm. En 2003, il a terminé sa carrière universitaire et prend sa retraite. 
Pendant des décennies, il s'est rendu chaque année le nord de l'Inde au Ladakh, au Zanskar ainsi qu'au Népal et au Tibet. Il a écrit plusieurs livres sur ces pays.
Il est un des premiers voyageurs occidentaux a documenter la révolution culturelle au Tibet, et enquête des abbayes en ruine de Tsaparang dans l'ancien royaume de Guge à l'ouest du Tibet. 
En 1996, il a organisé un Colloque scientifique international sur la médecine tibétaine à l'Université d'Ulm. 
Il a travaillé pendant plusieurs années avec médecins tibétains traditionnels et s'est engagé dans l'intégration de la médecine tibétaine dans le milieu de la recherche universitaire, ainsi que la clarification des questions juridiques dans la distribution des médicaments traditionnels asiatiques en coopération avec les « médecins traditionnels asiatiques » en Europe.

## Publications
- (de) Avec Helfried Weyer, Tsaparang, Tibets grosses Geheimnis, Freiburg : Eulen Verlag,  1987
- (de) Tibet, Nepal und der Kulturraum des Himalaya : mit Ladakh, Sikkim und Bhutan : kommentierte Bibliographie deutschsprachiger Bücher und Aufsätze 1627 bis 1990 (Aufsätze bis zum Jahre 1900), Garuda-Verlag, 1992
- (de) (Antonio de Andrade, Hugues Didier) Tsaparang : Königsstadt in Westtibet : die vollständigen Berichte des Jesuitenpaters António de Andrade und eine Beschreibung vom heutigen Zustand der Klöster, München : MC Verlag, 1989

- (en) Tibetan medicine : "East meets West, West meets East" : proceedings of the International Symposium, University of Ulm/Germany, 19/20th July 1996, Ulm, Fabri, 1997
- (en) Annotated bibliography of Tibetan medicine (1789-1995) (de) Kommentierte Bibliographie zur tibetischen Medizin (1789-1995), Fabri Verlag, Garuda-Verlag, 1996
- (en) Avec Tashi Yangphel Tashigang, Tibetan "precious pills", the rinchen medicine : a trantric healing system with great benefits some problems many secrets, Éditeur : Ulm : Fabri Verlag, 2001,  (ISBN 3-931997-13-8)
- (en)  Avec Tashi Yangphel Tashigang, Tibetan jewel pills : the Rinchen medicine, Fabri Verlag, 2004
- (en) Colour symbolism in Tibetan thangka and mural painting, Fabri Verlag, 2007